# Lastadie
Lastadie ([…i̯ə], auch: […ˈdiː]; mittellateinisch lastadium oder lastagium) ist die Bezeichnung für einen Verladekai oder Ladeplatz.
Eigentlich bezeichnet das Wort Ballast. Ballastmaterial musste hafennah gelagert werden; denn Schiffe mit wenig oder keiner Ladung mussten den Ballastanteil erhöhen, um im Seegang stabil zu bleiben.

## Beispiele

### Königsberg (Preußen)
Berühmt war die Lastadie in Königsberg. Die altstädtische „Lastaadje“ lag am Hundegatt zwischen der Laak und dem unteren Pregel. Königsbergs älteste Lastadie lag bis 1327 auf dem Vogtswerder, dem späteren Kneiphof. Die Speicher mit ihren Fachwerkgiebeln aus dem 16. bis 19. Jahrhundert waren ein oft fotografiertes Motiv. Heute sind diese Flächen unbebaut.

### Lübeck
In Lübeck war die Lastadie das bis in das 19. Jahrhundert zum Holzschiffbau genutzte Gebiet auf der Wallhalbinsel zwischen Trave und Stadtgraben einerseits, und zwar der Abschnitt zwischen dem Holstentor und der Dröge. Die dort verlaufende Straße Lastadie wurde bis auf ein kurzes Teilstück in Willy-Brandt-Allee umbenannt. 

### Rostock
In Rostock existierten bis zu ihrer völligen Kriegszerstörung 1942 als kurze, enge Gassen die Große Lastadie, die Kleine Lastadie I und die Kleine Lastadie II im äußersten Nordwesten des historischen Stadtkerns. Heute wird das Areal als Parkplatz genutzt, nur noch ein Straßenname "Lastadie" erinnert an die einstige Bedeutung.

### Stettin / Szczecin
In Stettin ist Lastadie der deutsche, Łasztownia der polnische Name der der Altstadt gegenüberliegenden Oderinsel, die stark von Hafenanlagen geprägt ist.

### Stralsund
In Stralsund wird das Gebäude Am Fischmarkt 13 a auch Kron-Lastadie genannt.

## Andere Bezeichnungen für alte Hafenkais
In mehreren Städten des ehemaligen und einst dänischen Herzogtums Schleswig heißen alte Hafenanlagen Schiffbrücke, ähnlich im zeitweise schwedischen Stralsund die Steinerne Fischbrücke sowie Bryggen oder Tyskebryggen, die Deutsche Brücke in Bergen (Norwegen).
In Wesergebiet und an der Ruhr gibt es alte Kaianlagen namens Schlagd bzw. in Bremen die  Schlachte.